# Aldrighetto Campo
Aldrighetto Campo o Castelcampo (... – 1247) è stato un vescovo cattolico italiano, principe vescovo di Trento dal 1232 al 1247.

## Biografia
Aldrighetto era membro della famiglia nobile dei Campo delle Giudicarie e canonico della cattedrale di San Vigilio. Fu eletto vescovo il 31 agosto 1232, ma ottenne l'ordinazione episcopale l'anno successivo. Nel 1235 affidò la Chiesa di San Lorenzo ai Domenicani.
Nel 1235 nominò podestà imperiale e "avvocato" della Chiesa trentina Alberto III di Tirolo. L'anno seguente l'imperatore Federico II di Svevia giunse a Trento sottrasse l'autorità civile al vescovo nominando una serie di nuovi podestà imperiali tra cui Sodegerio da Tito, che governò prima da solo e poi assieme a Ezzelino III da Romano. Il principato fu aggregato alla Marca Trevigiana. Aldrighetto chiese protezione al conte Alberto, che ne approfittò per ottenere che l'avvocazia della Chiesa di Trento venisse resa perpetua e ereditabile. Il gesto provocò le proteste del capitolo della cattedrale e un'indagine ordinata da papa Innocenzo IV. Morì all'inizio del 1247, prima della conclusione del processo. Gli successe Egnone di Appiano.